# 楠木坪镇
楠木坪乡，是中华人民共和国湖南省怀化市芷江侗族自治县下辖的一个乡镇级行政单位。

## 行政区划
楠木坪乡下辖以下地区：
黄塔塘村、秧田冲村、古坡界村、古坡冲村、楠木坪村、桂竹元村、大坪头村、曹家田村、岩山背村、桂竹冲村、大禾冲村、瓮塘村和沅冲村。